# Maud Pember Reeves
Pour les articles homonymes, voir Reeves.
Maud Pember Reeves (née Magdalene Stuart Robison, le 24 décembre 1865 à Mudgee, en Australie, et morte à Golders Green, en Angleterre, le 13 septembre 1953) est une suffragiste, socialiste et féministe. 

## Biographie
Maud Pember Reeves naît à Mudgee, en Nouvelle-Galles du Sud, fille de William Smoult Robison, directeur de banque, et de Mary son épouse. La famille s'installe à Christchurch, en Nouvelle-Zélande, en 1868. Maud fait ses études à l'école secondaire de filles de Christchurch.  
Elle épouse William Pember Reeves, journaliste au Lyttelton Times, le 10 février 1885, à Christchurch. Ils ont plusieurs enfants, notamment Amber Reeves (en), Beryl, et Fabian Reeves. 
Dans les premières années de leur mariage, elle est pendant trois ans rédactrice de l'hebdomadaire Canterbury Times, édité par son mari et appartenant à son beau-père. 
En 1889, elle s'inscrit au Canterbury College où elle obtient la première partie du diplôme universitaire en français, mathématiques et anglais et milite en faveur des droits des femmes, mais, dès 1891, la famille s'installe à Wellington, où William Reeves, déjà membre de la chambre des représentants depuis 1887, est nommé ministre, et elle doit mettre un terme à ses études.

## Engagements institutionnels et militantisme social
Maud Pember Reeves soutient le droit de vote des femmes et elle participe à la fondation de la section des femmes de la Christchurch Liberal Association, dont elle prend la présidence. Elle collabore alors avec Kate Sheppard, responsable de la Woman's Christian Temperance Union bien qu'elle ne soit pas elle-même en faveur de la tempérance totale, et avec Ellen Ballance, épouse du premier ministre néo-zélandais, John Ballance. En septembre 1893, la Nouvelle-Zélande accorde le droit de vote aux femmes et Maud Pember Reeves préside la première réunion publique qui suit cet événement, à Christchurch, le 11 octobre suivant. 
William Pember Reeves est nommé haut-commissaire de la Nouvelle-Zélande au Royaume-Uni en mars 1896 et la famille s'installe en Angleterre. Le couple se lie d'amitié avec un certain nombre d'intellectuels membres de la Fabian Society, notamment George Bernard Shaw, H. G. Wells, Sidney Webb et Beatrice Webb. Maud Pember Reeves fait une allocution au congrès annuel de la Women's Liberal Federation, en 1898, et propose une contribution l'année suivante au Conseil international des femmes.
Maud Pember Reeves rejoint la Women's Liberal Association, elle devient membre de la Fabian Society en 1904 et membre du comité exécutif de la National Union of Women's Suffrage Societies en 1906. À son instigation, la Fabian Society énonça une clause sur l'égalité des droits des hommes et des femmes en 1907, date à laquelle elle fut élue au comité exécutif de la société avec Ethel Bentham (en) et Marion Phillips. 

### Fabian Women's Group
Elle fonde avec Charlotte Wilson le Fabian Women's Group, qui a pour objectifs de donner aux femmes une place plus importante dans la Fabian Society. Beatrice Webb, Alice Clark, Edith Nesbit, Susan Lawrence, Margaret Bondfield et Marion Phillips sont membres de ce groupe.

### Projet pour l'amélioration de la santé des mères à Lambeth
Initié par Maud Reeves en 1909, le projet pour les mères du district de Lambeth, au sud de Londres consiste en une étude de la vie domestique des familles avec un nouveau-né, disposant d'un revenu hebdomadaire d'environ 1 £. Le Fabian Women's Group avait recueilli des fonds et était en mesure de donner à chaque mère une somme d'argent pour la nourriture de ses enfants pendant leur première année de vie. Les Fabiens s'attendaient à ce que cet argent supplémentaire améliore les conditions de santé et donc de survie des nouveau-nés, afin d'apporter la démonstration que les taux de mortalité infantile élevés dans les bidonvilles étaient dus à la pauvreté et non à l'ignorance ou à la négligence maternelle. 
Quarante-deux familles sont sélectionnées et reçoivent des visites à domicile hebdomadaires et des examens médicaux bimensuels par le Dr Ethel Bentham (en), tandis qu'une allocation de 5 shillings est versée à la future mère pendant trois mois avant la naissance de son enfant et l'année suivant la naissance. En échange, les mères s'engagent à consigner leurs dépenses hebdomadaires. Seules huit familles se retirent du programme. Les conclusions de la recherche sont publiées dans un livre intitulé Round about a pound a week (1913).

## Les années d'après-guerre
En mars 1917, Maud Pember Reeves est nommée directrice des services des femmes du ministère de l'Alimentation. Elle perd en juin 1917 son fils Fabian, pilote dans la RAF, tué lors d'une mission aérienne. William Reeves, qui dirigeait la London School of Economics depuis 1908, prend sa retraite en 1919. Durant les années 1920, la participation de Maud Pember Reeves à la vie publique devient plus rare. Elle voyage avec son époux en Nouvelle-Zélande en 1925. Après la mort de celui-ci, elle vit avec sa sœur Effie Lascelles, à Cambridge, puis elle s'installe à Golders Green, à Londres, où elle meurt le 13 septembre 1953.

## Publications
- Round About a Pound a Week, New York: Garland Pub., 1980  (ISBN 0-8240-0119-2)